# ルイ (ブルゴーニュ公)
ブルゴーニュ公ルイと呼ばれる人物は、フランス・ブルボン家に複数存在する。
1. ルイ14世の孫、ルイ15世の父。本項で説明。
2. ルイ15世の長男ルイ・フェルディナン王太子の長男（1751年 - 1760年）。ルイ16世の兄。

ブルゴーニュ公ルイ（Louis, duc de Bourgogne, 1682年10月16日 - 1712年2月18日）は、フランス王国の王太子（ドーファン）。ルイ14世の孫でルイ15世の父。父はグラン・ドーファン（大王太子）と呼ばれる王太子ルイ、母はバイエルン選帝侯フェルディナント・マリアの娘マリー・アンヌ・ド・バヴィエール。プティ・ドーファン（Petit Dauphin, 小王太子）とも呼ばれる。弟にスペイン王フェリペ5世、ベリー公シャルルがいる。政略結婚によりサルデーニャ王国との親交を築いた。

## 生涯
スペイン継承戦争では祖父ルイ14世の意向でオランダ、ライン川戦線に送られ、1707年にトゥーロン包囲戦の救援に赴き、翌1708年には再びオランダ戦線で指揮を執った。しかし、将軍ヴァンドーム公と意見が合わず衝突、アウデナールデの戦いにはヴァンドームを助けず傍観の態度を取り敗北、リール包囲戦でもヴァンドーム・ベリック公と共に包囲軍の外側を襲撃しながら積極的攻勢に出なかったためリール陥落の一因となった。
1711年に王太子である父が死去したため、代わって王太子に立てられたが、翌1712年に、天然痘（あるいは麻疹）が一家を襲い、妃のあとを追って29歳で死去した。
サルデーニャ王ヴィットーリオ・アメデーオ2世の娘で又従妹にあたるマリー・アデライード・ド・サヴォワと1697年に結婚したが、妃は1712年に、夫に先立って死去した。2人の間の3人の男子のうち、1704年に生まれた長男は1歳にもならずに夭逝、1707年に生まれた次男は、両親と同じ病気で、父の死後、間もなく死去した。生き残った1710年生まれの三男がルイ15世となった。

## 系譜
| ルイ | 父: ルイ           | 祖父: ルイ14世 (フランス王)                       | 曽祖父: ルイ13世 (フランス王)[1]                      |
| ルイ | 父: ルイ           | 祖父: ルイ14世 (フランス王)                       | 曽祖母: アンヌ                                        |
| ルイ | 父: ルイ           | 祖母: マリー・テレーズ                            | 曽祖父: フェリペ4世 (スペイン王)                      |
| ルイ | 父: ルイ           | 祖母: マリー・テレーズ                            | 曽祖母: イサベル・デ・ボルボン[1]                     |
| ルイ | 母: マリー・アンヌ | 祖父: フェルディナント・マリア (バイエルン選帝侯) | 曽祖父: マクシミリアン1世 (バイエルン選帝侯)          |
| ルイ | 母: マリー・アンヌ | 祖父: フェルディナント・マリア (バイエルン選帝侯) | 曽祖母: マリア・アンナ[2]                             |
| ルイ | 母: マリー・アンヌ | 祖母: ヘンリエッテ                                | 曽祖父: ヴィットーリオ・アメデーオ1世（サヴォイア公） |
| ルイ | 母: マリー・アンヌ | 祖母: ヘンリエッテ                                | 曽祖母: マリーア・クリスティーナ[1]                   |

[1]は3名とも、フランス王アンリ4世とマリー・ド・メディシスの子。
[2]は、神聖ローマ皇帝フェルディナント2世の皇女。

## 子女
- ルイ（1704年 - 1705年） - ブルターニュ公
- ルイ（1707年 - 1712年） - ブルターニュ公
- ルイ（1710年 - 1774年） - アンジュー公、フランス王15世